# Cyclura
Cyclura és un gènere de sauròpsids (rèptils) escatosos de la família Iguanidae que inclou diverses espècies d'iguanes de l'àrea del Carib.

## Taxonomia
El gènere Cyclura inclou 10 espècies:
- Cyclura carinata Harlan, 1824
- Cyclura collei Gray, 1845
- Cyclura cornuta (Bonnaterre, 1789)
- Cyclura cychlura (Cuvier, 1829)
- Cyclura lewisi Grant, 1940
- Cyclura nubila (Gray, 1831)
- Cyclura pinguis Barbour, 1917
- Cyclura ricordi (Duméril & Bibron, 1837)
- Cyclura rileyi Stejneger, 1903

- Cyclura stejnegeri (Barbour & Noble, 1916)